# Богатството на народите
„Богатството на народите“ (на английски: The Wealth of Nations) е най-известният труд на британския икономист и философ Адам Смит.
В него той за първи път застъпва дедуктивния метод, който тръгва от природата на човека, неговите егоистични мотиви, които управляват общественото производство. Прилага с успех индуктивния метод, започвайки с отделни съществени подробности, от които извежда общи заключения. Служи си с емпирично – описателния метод – изхождайки от външното, емпирично изследване и описание, категоризира и изследва явленията и процесите в икономиката. По този начин, редувайки различни методи, обяснява едни и същи процеси.
Смит свързва истинското богатство не с парите, а с жизнения стандарт на домакинството. Философията на Смит следва основните положения на трудовата теория за стойността. Заедно с това, той разкрива основите на доходите от факторите за производство. Внимание заслужават два възгледа. За личните интереси на индивида, Смит взема за начало на системата произвеждащия индивид, при който главният мотив е егоистичният интерес. Чрез умелото съчетаване на различни интереси, хората спомагат за развитието на обществото. Във връзка с първия мотив е и вторият мотив за „невидимата ръка“, тоест когато индивидът „има предвид собствената си изгода, бива насочван от невидима ръка, да съдейства за една цел, която съвсем не е влизала в неговите намерения“. Това ще рече, че ако на хората се даде икономическа свобода на действие, те заедно с преследването на своите интереси ще умножат както индивидуалното, така и общественото богатство.
„Богатството на народите“ се състои от пет книги.
- Първата книга разглежда разделението на труда и пазара, теориите за стойността, същността на парите, цената, работната заплата, печалбата, рентата и пр.
- Втората книга анализира същността и делението на капитала на основен и оборотен, видове капитал, парите като форма на проявление на капитала и паричното обращение и на възпроизводството на обществения продукт.
- Третата разглежда икономическата политика като фактор за нарастване на богатството.
- Четвъртата книга разглежда различните теории за стопанската политика.
- Петата критикува недостатъците на феодалната данъчна система и показва принципите, върху които да се изгражда капиталистическата данъчна система.